# Encyclia guianensis
Encyclia guianensis är en orkidéart som beskrevs av Germán Carnevali och Gustavo Adolfo Romero. Encyclia guianensis ingår i släktet Encyclia och familjen orkidéer. Inga underarter finns listade i Catalogue of Life.